# Artjom Olegowitsch Dubriwny
Artjom Olegowitsch Dubriwny (russisch Артем Олегович Дубривный, englisch Artem Olegovich Dubrivnyy; * 31. Januar 1999 in Taganrog) ist ein russischer Tennisspieler.

## Karriere
Auf der ITF Junior Tour spielte Dubriwny bis 2017 und stand bei zwei Grand-Slam-Turnieren im Haupffeld: Bei den French Open sowie in Wimbledon, wo er jedoch jeweils früh ausschied. Dennoch erreichte er in der Junior-Rangliste mit Rang 14 Anfang 2017 seine beste Platzierung.
Nach einigen Turnieren auf der ITF Future Tour zuvor, spielte der Russe ab 2018 dann regelmäßig Profiturniere. In diesem Jahr gewann er seine ersten zwei Future-Titel im Einzel. Außerdem gewann er in Almaty sein erstes Match auf der ATP Challenger Tour. Das Jahr beendete er auf Platz 608 der Weltrangliste. Im Jahr 2019 gewann er im Einzel und Doppel jeweils zwei weitere Titel bei Futures. Darüber hinaus zog Dubriwny in Portorož in sein erstes Challenger-Viertelfinale ein. In Istanbul stand er das erste Mal im Doppel im Hauptfeld und konnte sogleich das Halbfinale erreichen. Zu seinem Debüt auf der ATP Tour kam er im Oktober, als er von den Turnierverantwortlichen des Turniers in Moskau eine Wildcard für die Qualifikation bekam. In dieser gewann er beide Matches und stand somit in seinem ersten ATP-Hauptfeld. Gegen den Serben Miomir Kecmanović verlor er dort in zwei Sätzen. In der Weltrangliste stand er im Oktober im Einzel mit Rang 401 und im Doppel mit Platz 456 jeweils auf seinem Karrierehoch.